# Liste der denkmalgeschützten Objekte in Bad Deutsch-Altenburg
Die Liste der denkmalgeschützten Objekte in Bad Deutsch-Altenburg enthält die 20 denkmalgeschützten, unbeweglichen Objekte der niederösterreichischen Marktgemeinde Bad Deutsch-Altenburg.

## Denkmäler
| Foto |                 | Denkmal | Standort                                                            | Beschreibung | Metadaten |
| ---- | --------------- | --- | ------------------------------------------------------------------- | --- | --- |
| ja   | Datei hochladen | Figur hl. Florian HERIS-ID: 14842 Objekt-ID: 11080                                                                               | Badgasse 4 Standort KG: Bad Deutsch Altenburg                       | Die Figur des hl. Florian ist auf dem Sockel mit 1728 bezeichnet. | BDA-Hist.: Q37766304 Status: § 2a Stand der BDA-Liste: 2025-06-30 Name: Figur hl. Florian GstNr.: 103 |
| ja   | Datei hochladen | Mariensäule Altenburger Madonna HERIS-ID: 14843 Objekt-ID: 11081                                                                 | bei Badgasse 10 Standort KG: Bad Deutsch Altenburg                  | Die Altenburger Madonne, eine Marienstatue auf Rankensäule, stammt aus der 1. Hälfte des 18. Jahrhunderts. | BDA-Hist.: Q37766326 Status: § 2a Stand der BDA-Liste: 2025-06-30 Name: Mariensäule Altenburger Madonna GstNr.: 83/4 |
| ja   | Datei hochladen | Museum Carnuntum HERIS-ID: 14839 Objekt-ID: 11077                                                                                | Badgasse 42 Standort KG: Bad Deutsch Altenburg                      | 1903/04 nach Plänen von Friedrich Ohmann und August Kirstein erbaut, zweigeschoßiger secessionistischer Bau, als Rekonstruktion einer römischen Villa rustica konzipiert, Umfassungsmauer aus Bruchstein mit Ecktürmchen | BDA-Hist.: Q1954415 Status: § 2a Stand der BDA-Liste: 2025-06-30 Name: Museum Carnuntum GstNr.: 33, 34/1, 34/2 Museum Carnuntinum |
| ja   | Datei hochladen | Kaiser-Franz-Josef-Denkmal HERIS-ID: 14857 Objekt-ID: 11095                                                                      | gegenüber Badgasse 42 Standort KG: Bad Deutsch Altenburg            | Laut ihrer Bezeichnung stammt die Kaiser-Franz-Josef-Statue des Bildhauers Edmund Hofmann von Aspernburg aus dem Jahr 1904. In diesem Jahr wurde das Museum Carnuntinum eröffnet, vor sie sich befindet. | BDA-Hist.: Q37766536 Status: § 2a Stand der BDA-Liste: 2025-06-30 Name: Kaiser-Franz-Josef-Denkmal GstNr.: 59/2 |
| ja   | Datei hochladen | Villa Hollitzer mit Nebengebäuden HERIS-ID: 11326 Objekt-ID: 7411                                                                | Erhardgasse 2 Standort KG: Bad Deutsch Altenburg                    | Die Villa Hollitzer, 1891 durch den Steinbruchbesitzer Carl Leopold Hollitzer erbaut, ist ein zweigeschoßiger Neorenaissancebau, von Park und Mauer umgeben. | BDA-Hist.: Q38096938 Status: Bescheid Stand der BDA-Liste: 2025-06-30 Name: Villa Hollitzer mit Nebengebäuden GstNr.: 488, 490, 491, 492/2 Hollitzer-Villa |
| ja   | Datei hochladen | Uhrentürmchen HERIS-ID: 14840 Objekt-ID: 11078                                                                                   | bei Hauptplatz 3, in Platzmitte Standort KG: Bad Deutsch Altenburg  | Das Uhrentürmchen im Norden des Ortes wurde um 1900 errichtet. | BDA-Hist.: Q37766256 Status: § 2a Stand der BDA-Liste: 2025-06-30 Name: Uhrentürmchen GstNr.: 96 |
| ja   | Datei hochladen | Pfarr- und Wallfahrtskirche Mariae Himmelfahrt (Maria Assumpta) HERIS-ID: 14836 Objekt-ID: 11074                                 | Kirchenberg 1 Standort KG: Bad Deutsch Altenburg                    | Die Kirche wurde erhöht über dem Ort auf einer zur Donau steil abfallenden Terrasse errichtet und ist vom Friedhof und einer Umfassungsmauer aus Bruchsteinen umgeben. Das Langhaus ist eine romanische, dreischiffige und sechsjochige Pfeilerbasilika. Der vorgestellte hochgotische Turm im Westen stammt aus dem 3. Viertel des 14. Jahrhunderts und Ende des 14. Jahrhunderts wurde der erhöhte, zweijochige gotische Chor errichtet. Insgesamt ist das Bauwerk ein bedeutendes Denkmal mittelalterlicher Architektur in Österreich. | BDA-Hist.: Q21560797 Status: § 2a Stand der BDA-Liste: 2025-06-30 Name: Pfarr- und Wallfahrtskirche Mariae Himmelfahrt (Maria Assumpta) GstNr.: 19 Wallfahrtskirche Mariae Himmelfahrt (Bad Deutsch-Altenburg) |
| ja   | Datei hochladen | Bildstock HERIS-ID: 14838 Objekt-ID: 11076                                                                                       | bei Kirchenberg 1 Standort KG: Bad Deutsch Altenburg                | Spätgotischer Tabernakelpfeiler mit Fialenaufsatz, um 1500 | BDA-Hist.: Q37766222 Status: § 2a Stand der BDA-Liste: 2025-06-30 Name: Bildstock GstNr.: 13/1 |
| ja   | Datei hochladen | Karner HERIS-ID: 14856 Objekt-ID: 11094                                                                                          | Kirchenberg 3 Standort KG: Bad Deutsch Altenburg                    | Der romanische Rundbau mit halbkreisförmiger Apsis und westseitigem Portalvorbau sowie Kegeldach stammt aus dem 12./Anfang 13. Jahrhundert. Er wurde im 17./18. Jahrhundert dem hl. Leonhard geweiht. | BDA-Hist.: Q37766515 Status: Bescheid Stand der BDA-Liste: 2025-06-30 Name: Karner GstNr.: 20 Karner Bad Deutsch-Altenburg |
| ja   | Datei hochladen | Hügelgrab Hütelberg HERIS-ID: 16076 Objekt-ID: 12331                                                                             | südöstlich Kirchenberg 1 Standort KG: Bad Deutsch Altenburg         | Ein Erdhügel mit rund 80 m im Durchmesser. Prähistorischer Großgrabhügel, als Geländedenkmal seit dem 18. Jahrhundert bekannt, eventuell während der Türkenkriege verändert bzw. als Kommandoplatz benützt. | BDA-Hist.: Q37807162 Status: Bescheid Stand der BDA-Liste: 2025-06-30 Name: Hügelgrab Hütelberg GstNr.: 13/1 |
| ja   | Datei hochladen | Canabae legionis HERIS-ID: 112188 Objekt-ID: 130259                                                                              | Mühläcker, Burgfeld, Schanzäcker Standort KG: Bad Deutsch Altenburg | In der unmittelbaren Umgebung des Legionslagers (intra leugam; im Umkreis einer gallischen leuga, entspricht 2,2 km) entstand in der zweiten Hälfte des 1. Jahrhunderts eine mehrphasige Lagerstadt (Canabae legionis illius). Spätestens seit dem 2. Jahrhundert hatte sie städtischen Charakter. Sie erstreckte sich vom Reiterlager am Ortsrand von Petronell bis an den westlichen Rand von Bad Deutsch-Altenburg. Südlich der Bundesstraße 9 reichte sie bis zur Bahnlinie Wien-Wolfsthal und noch bis 100 Meter westlich des Legionslagers. Ihr Areal hatte eine Länge von 2,3 Kilometern, die Breite variierte zwischen 500 und 1000 Metern. Von Anfang bis Mitte des 3. Jahrhunderts umfasste ihr Areal 120 Hektar, es war damit deutlich größer als das der Zivilstadt. Die am dichtesten bebauten Gebiete lagen um das Legionslager und das Amphitheater. Die ersten Häuser standen entlang der Limesstraße, der Gräberstraße und der Straße zum Kastell Gerulata. An der Ostseite des Lagers lag das Amphitheater I, im Westen ein kaum erforschter zentraler Campus und nördlich davon die repräsentative Villa des Statthalters. Die Häuser der Oberschicht standen vermutlich vor der östlichen Ausbuchtung der Lagermauer bzw. an der Zufahrtsstraße zum Westtor des Amphitheaters. Sie war in etwa von der Zeitenwende bis zum Ende der römischen Herrschaft im 5. Jahrhundert bewohnt. | BDA-Hist.: Q37829287 Status: Bescheid Stand der BDA-Liste: 2025-06-30 Name: Archäologie, Canabae legionis GstNr.: 657, 658, 659, 660, 661, 662, 664/6, 665, 666/2, 666/4, 667/4, 668, 669, 670, 671, 672, 673/1, 673/2, 674, 675, 678/1, 678/2, 683/8, 683/9, 682/10, 683/11, 683/12, 683/17, 683/20, 683/21, 683/22, 683/23, 683/29, 684/3, 684/6, 685, 686, 687, 688, 689, 690, 691, 692, 693, 694, 695, 696, 697, 698, 699, 700, 701, 702, 703, 704, 705, 706, 707, 709, 710, 711, 712, 713, 714, 715, 734, 735, 736, 737, 738, 739, 751/1, 751/2, 752/1, 752/2, 753, 754, 755, 758, 759/1, 759/5, 762, 763, 1121                                                |
| ja   | Datei hochladen | Legionslager Carnuntum, Praetentura HERIS-ID: 112190 Objekt-ID: 130261                                                           | Oberes Burgfeld Standort KG: Bad Deutsch Altenburg                  | Das ca. 17,5 Hektar große Legionslager hatte einen unregelmäßigen, dem Burgfeldplateau angepassten Grundriss. Die von jeweils zwei Türmen flankierten Doppeltoranlagen wiesen zum Teil einen reichen architektonischen Fassadenschmuck auf. Zusätzlich zu den Mauern, die mit zahlreichen innen angesetzten Zwischentürmen bewehrt waren, schützte ein Doppelgraben die Legionsfestung. Die Schmalseite (West-Ost) des Lagers wurde von einer der Lagerhauptstraßen durchzogen, der Via Principalis, die Längsseite (Nord-Süd) von der Via Praetoria. Südlich davon, im Zentrum, lag das Stabsgebäude mit dem Lagerheiligtum und diversen Verwaltungs- und Versammlungsräumen. Daran anschließend befand sich das Wohngebäude des Legionskommandanten. Auf der gegenüberliegenden Seite der Via Principalis standen die Wohnhäuser der Stabsoffiziere. Rechts und links der Kommandantur befanden sich die Kasernen der ersten Kohorte, die übrigen Kohorten lagen in Kasernen, die an der Frontseite des Lagers gegen die Donau und an seiner Rückseite aufgereiht waren. Die Zenturionen waren jeweils in mehrräumigen Kopfbauten an den Enden der Kasernen untergebracht. Weitere Gebäude beherbergten ein Lazarett sowie Magazine und Werkstätten. | BDA-Hist.: Q64512603 Status: Bescheid Stand der BDA-Liste: 2025-06-30 Name: Legionslager Carnuntum, Praetentura GstNr.: 664/3, 664/5, 666/1, 666/3 |
| ja   | Datei hochladen | Carnuntum, östliche Zivilstadt mit Stadtmauer und Umfeld der zivilen und militärischen Zentralbereiche HERIS-ID: 113624seit 2022 | Standort KG: Bad Deutsch Altenburg                                  | Anmerkung: Das geschützte Gebiet der Zivilstadt von Carnuntum erstreckt sich über die heutigen Gemeinden Scharndorf, Petronell-Carnuntum und Bad Deutsch-Altenburg. Großflächiges Gebiet, die Koordinate ist etwa in die Mitte des geschützten Gebietes gelegt. | BDA-Hist.: Q112894193 Status: Bescheid Stand der BDA-Liste: 2025-06-30 Name: Carnuntum, östliche Zivilstadt mit Stadtmauer und Umfeld der zivilen und militärischen Zentralbereiche GstNr.: 760, 957, 1069, 1070, 1076, 1077, 729, 961, 796/1, 717, 761/1, 761/2, 768/1, 769, 742, 741, 744/1, 744/2, 720, 771/1, 771/2, 771/3, 772, 784, 785, 786, 787/1, 787/2, 788, 789, 958/1, 749, 750, 731, 765/2, 962, 732, 956, 1012, 796/2, 797, 718/3, 1011, 1015/2, 770, 716/1, 716/2, 794, 959/2, 795, 793, 740, 1017/4, 1016, 764/1, 1010/1, 1013, 955, 790, 764/2, 765/1, 960, 730, 727, 798, 718/2, 726, 745, 959/1, 791, 725, 728, 718/1, 748, 963, 733/1, 719, 792 |
| ja   | Datei hochladen | Figur hl. Johannes von Nepomuk HERIS-ID: 14844 Objekt-ID: 11082                                                                  | bei Pfarrer Maurergasse 3 Standort KG: Bad Deutsch Altenburg        | Mitte bis Ende des 18. Jahrhunderts, mit Engel auf geschwungenem Postament | BDA-Hist.: Q37766340 Status: § 2a Stand der BDA-Liste: 2025-06-30 Name: Figur hl. Johannes von Nepomuk GstNr.: 1133/1 |
| ja   | Datei hochladen | Straßenbrücke HERIS-ID: 14841 Objekt-ID: 11079                                                                                   | bei Pfarrer Maurergasse 4 Standort KG: Bad Deutsch Altenburg        | Barocke Brücke über den Sulzbach, im 18. Jahrhundert errichtet, tonnenunterwölbt, gemauerte Brüstung | BDA-Hist.: Q37766275 Status: § 2a Stand der BDA-Liste: 2025-06-30 Name: Straßenbrücke GstNr.: 1144 |
| ja   | Datei hochladen | Pfarrhof HERIS-ID: 14846 Objekt-ID: 11084                                                                                        | Pfarrer Maurergasse 5 Standort KG: Bad Deutsch Altenburg            | Ende des 18. Jahrhunderts erbaut, U-förmige Anlage mit zweigeschoßigem, traufständigen Straßentrakt unter Walmdach | BDA-Hist.: Q37766366 Status: § 2a Stand der BDA-Liste: 2025-06-30 Name: Pfarrhof GstNr.: 514 |
| ja   | Datei hochladen | Schloss Ludwigstorff mit Schüttkasten und zwei Schlossmauerabschnitten HERIS-ID: 14848 Objekt-ID: 11086seit 2017                 | Pfarrer Maurergasse 8 Standort KG: Bad Deutsch Altenburg            | Das Schloss Ludwigstorff, auch als Schloss Deutsch-Altenburg bezeichnet, ist eine zweigeschoßige Anlage mit vier Flügeln und trapezförmigem Grundriss, in der Nähe des Donauufers gelegen. Wo sich der Schlosspark erstreckt, gab es ursprünglich Wehrmauern (wovon Abschnitte erhalten sind) und einen Wassergraben. Nebenan befindet sich ein barockes Wirtschaftsgebäude. | BDA-Hist.: Q18412895 Status: Bescheid Stand der BDA-Liste: 2025-06-30 Name: Schloss Ludwigstorff mit Schüttkasten und zwei Schlossmauerabschnitten GstNr.: 530, 532/4, 521 Schloss Deutsch-Altenburg |
| ja   | Datei hochladen | Elisabeth-Kapelle HERIS-ID: 14855 Objekt-ID: 11093                                                                               | Pfarrer Maurergasse 10 Standort KG: Bad Deutsch Altenburg           | 1953 errichtet, der Elisabeth von Thüringen geweiht. Das Altarfresko und das Portalmosaik stammen von Heribert Potuznik, das Altarkreuz vom Bildhauer Karl Nieschlag. | BDA-Hist.: Q37766467 Status: § 2a Stand der BDA-Liste: 2025-06-30 Name: Elisabeth-Kapelle GstNr.: 532/2 Kapelle hl. Elisabeth von Thüringen, Bad Deutsch-Altenburg |
| ja   | Datei hochladen | Wegkapelle Rotes Kreuz HERIS-ID: 14858 Objekt-ID: 11096                                                                          | nordöstlich Wienerstraße 50 Standort KG: Bad Deutsch Altenburg      | Barocke Wegkapelle Mitte des 18. Jahrhunderts, geschwungene Giebelbekrönung | BDA-Hist.: Q37766556 Status: § 2a Stand der BDA-Liste: 2025-06-30 Name: Wegkapelle Rotes Kreuz GstNr.: 678/2 |
| ja   | Datei hochladen | Einzelbauwerk der Röm. Kaiserzeit, Amphitheater I (legionis) HERIS-ID: 112128 Objekt-ID: 130180seit 2014                         | gegenüber Wienerstraße 51 Standort KG: Bad Deutsch Altenburg        | In der 2. Hälfte des 1. Jahrhunderts als Holzbau errichtet, in der 2. Hälfte des 2. Jahrhunderts unter Kaiser Commodus durch einen Steinbau ersetzt. Bauherr laut Inschrift: Caius Domitius Zmaragdus. Das Amphitheater fasste 8000 Zuschauer und diente auch als Exerzierplatz. An der Nordseite des Westtores befand sich ein Tierzwinger, an der Südseite ein Heiligtum der Göttin Nemesis. 1886 wurde das Lager freigelegt, 1906 und 1938 restauriert. | BDA-Hist.: Q28970913 Status: Bescheid Stand der BDA-Liste: 2025-06-30 Name: Einzelbauwerk der Röm. Kaiserzeit, Amphitheater I (legionis) GstNr.: 663/1, 663/2, 663/3 Carnuntum military amphitheatre |